# Claude de Villars
Claude Louis Hector de Villars (ur. 8 maja 1653 w Moulins w Owernii, zm. 17 czerwca 1734 w Turynie) – książę de Martigues, markiz i diuk de Villars, wicehrabia de Melun, dowódca i dyplomata francuski, ostatni z wielkich wodzów Ludwika XIV, marszałek Francji.

## Życiorys
Syn dyplomaty, wstąpił do armii w 1671 i wziął udział w wojnie 1672–1678. Karierę wojskową rozpoczął w lekkiej jeździe, a w 1674 uzyskał stopień pułkownika w pułku rajtarów. Służył pod rozkazami najwybitniejszych wodzów (m.in. Turenne’a, Kondeusza Wielkiego i Luxembourga), wyróżniając się odwagą i męstwem. W 1687 został awansowany do stopnia maréchal de camp (najniższego generalskiego w wojsku francuskim).
W 1687 udał się do Bawarii i wraz z elektorem walczył z Turkami. Wziął m.in. udział w zwycięskiej bitwie pod Mohaczem w sierpniu 1687. W 1690 powrócił do kraju, otrzymał dowództwo jazdy w armii we Flandrii i wziął udział w wojnie palatynackiej. W latach 1698–1701 pełnił funkcję ambasadora w Wiedniu.
Powrócił do służby wojskowej z początkiem hiszpańskiej wojny sukcesyjnej. W 1702 wyruszył na kampanię w Niemczech i jesienią odniósł świetne zwycięstwo pod Friedlingen w Badenii, które przyniosło mu sławę i buławę marszałkowską.
W kampanii 1703 roku odniósł kolejne zwycięstwo w bitwie pod Höchstädt an der Donau w Bawarii. Następnie dotarł do Riedlingen nad Dunajem i zagroził samemu Wiedniowi, gdzie rozpoczęto nawet przygotowania do ewakuacji cesarskiego dworu. Kiedy wskutek wycofania się z wojny sprzymierzeńca Francji – elektora Bawarii, do zdobycia habsburskiej stolicy nie doszło, rozgoryczony zrezygnował z dowództwa i przejściowo wycofał się z działań wojennych.
W 1704 na czele dwudziestotysięcznej armii zwalczał powstanie kamizardów w Langwedocji. Za jego pacyfikację otrzymał Order Świętego Ducha oraz tytuł diuka (1705).

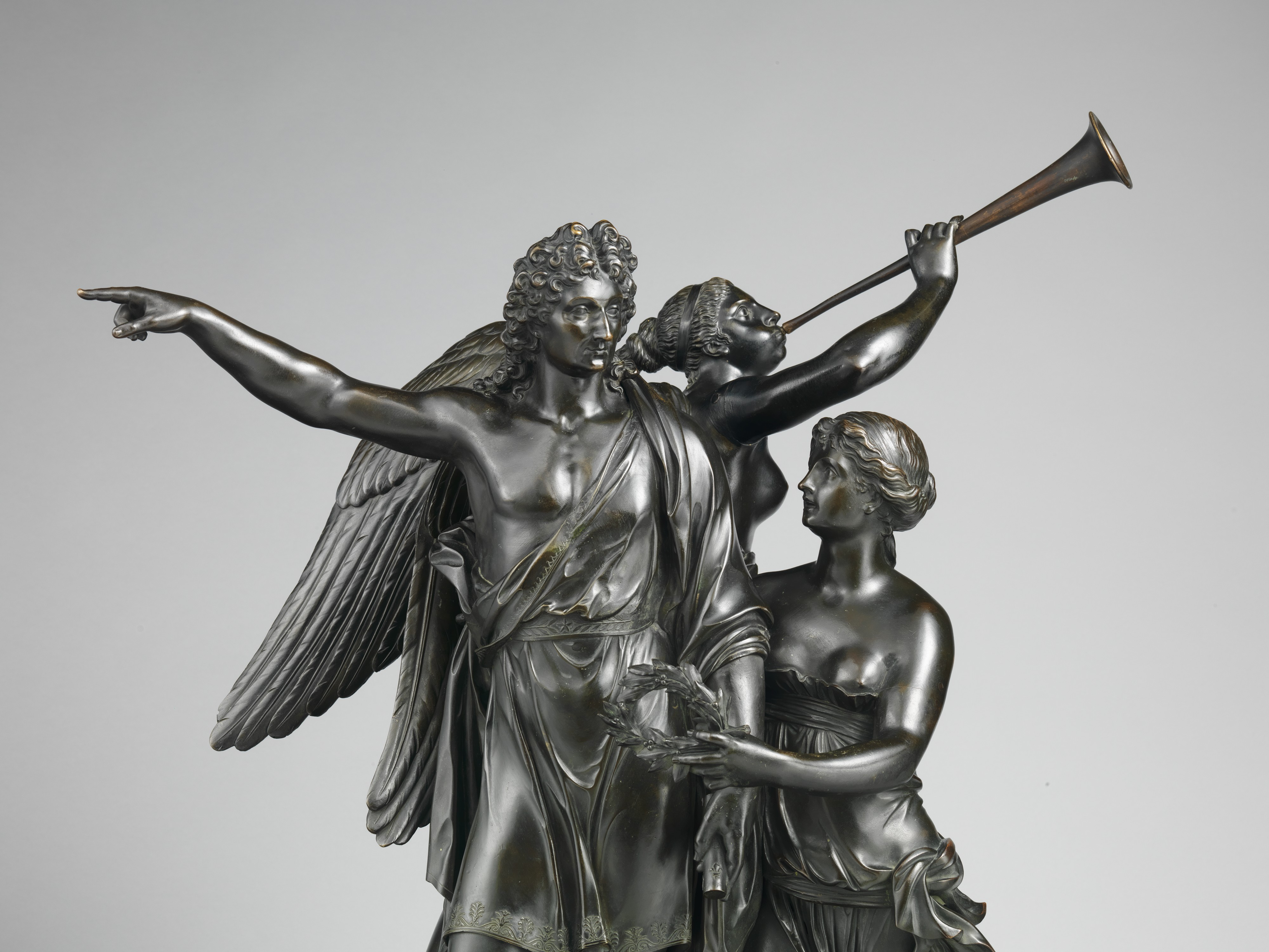
Alegoria zwycięstwa Villarsa pod Denain (pamiątkowa rzeźba w brązie)

W latach 1705–1708 z powodzeniem kontynuował działania w Niemczech. W 1709 otrzymał dowództwo armii stawiającej opór wojskom angielsko-cesarskim księcia Marlborough i ks. Eugeniusza Sabaudzkiego na granicy północnej. Jeszcze w tym samym roku stoczył rozstrzygającą bitwę pod Malplaquet, po której nastąpił odwrót Francuzów, lecz która osłabiając przeciwnika, faktycznie uchroniła Paryż i Francję przed inwazją aliantów.
W kwietniu 1712 Ludwik XIV powierzył mu dowództwo kolejnej armii stacjonującej we Flandrii. W lipcu 1712 Villars wziął rewanż na Eugeniuszu Sabaudzkim, zwyciężając pod Denain. Sukces ten zażegnał niebezpieczeństwo ostatecznej klęski Francuzów i umożliwił negocjowanie honorowego pokoju. W nagrodę Ludwik XIV mianował go gubernatorem Prowansji oraz (jako pierwszego wojskowego) członkiem Akademii Francuskiej.
W latach 1713–1714 Villars negocjował warunki traktatu pokojowego w Rastatt, kończącego hiszpańską wojnę sukcesyjną. W latach 1715–1723, podczas małoletniości Ludwika XV, był członkiem Rady Regencyjnej i głównym przeciwnikiem ówczesnego pierwszego ministra, kardynała Dubois. Od 1715 także prezesem rady wojennej, później (od 1718) kanclerzem państwa.
W 1733 jako pierwszy po marszałku Turenne otrzymał tytuł maréchal-général des camps et armées du roi, przyznany jedynie 6 marszałkom Francji. Brał jeszcze udział w wojnie o sukcesję polską, walczył w północnych Włoszech i zajął Księstwo Mediolanu.
Pozostawił obszerne pamiętniki wydane całościowo w 6 tomach przez markiza de Vogüe pod koniec XIX wieku (Mémoires du maréchal de Villars, publiés d'après le manuscrit original). 